# Camera obscura
Camera obscura (latin: camera, et indelukke/rum + obscura, mørkt. I.e. "et indelukket mørkt rum") er et optisk apparat der kan projicere et billede af dets omgivelser op på en skærm. Det har været brugt af kunstmalere og til underholdning og var en af opfindelserne der hjalp med til at bane vejen for fotografiet.
Apparatet består af en kasse eller et rum med et hul i den ene side. Lys fra en ekstern kilde passerer gennem hullet og rammer en overflade indenfor, hvor det reproduceres, på hovedet, men med bevarelse af farver og perspektiv. Billedet kan projiceres over på et papir, hvor det kan skitses for derved at skabe en gengivelse med en meget høj grad af præcision og detaljerigdom.
Verdens ældste fungerende camera obscura findes på Dumfries Museum i Dumfries, Skotland.
Bornholms Museum havde i 2010/11 en særudstilling hvori et større camera obscura indgik.

## Opbygning
Princippet i camera obscuraets virkemåde kan på simple vis demonstreres med en mørk kasse eller mørklagt værelse med et hul eller en lille lysåbning i den ene side. Lyset som bliver reflekteret fra en genstand eller et landskab udenfor kassen eller rummet, vil skinne gennem hullet og ramme en del af bagvæggen som et lysbillede hvor motivet står på hovedet og er spejlvendt. En tegner kan dernæst hænge et stykke papir eller andet tegneunderlag op der hvor lyskeglen rammer en projektionsflade (fx en væg), og herefter tegne motivet af. Metoden bibeholder perspektiv og indbyrdes størrelsesforhold (proportioner).
Hullet i et camera obscura kan formindskes hvorved det projicerede billede bliver skarpere, mere fokuseret og detaljerigdommen forøget, men på bekostning af billedets lysstyrke. Hullet i et camera obscura kan udstyres med en optisk linse og et spejl for derved at gøre det muligt at opnå et skarpt billede uden tab af lysintensitet. Motivet vil imidlertid derved blive en anelse fortegnet som følge af aberrationer pga. optisk fejl og skævvridning.

## Historie
Princippet bag Camera Obscura var kendt af Aristoteles (384-332 f.Kr.) og beskrevet i hans (apokryfe) Problemata physica. Ligeledes syntes Euklids beskrivelser af optik (c.300 f.Kr.) at påkræve at han havde haft adgang til et camera obscura for at demonstrere at lys følger en lige linje. Og en del senere beskrev Theon af Alexandria (c.335-405) også princippet med camera obscura. Senere konstruerede den arabiske videnskabsmand Alhazen et hulkamera i 980. I slutningen af det 13. århundrede blev camera obscura anvendt af europæiske astronomer til at studere solpletter og solformørkelser med, således at de ikke skulle kigge direkte på solen med det blotte øje. Roger Bacon (1214–1292/4) byggede det første solobservatorium konstrueret efter principperne omkring et camera obscura. Det tidligste eksempel på en illustration af et sådant solobservatorium findes i De Radio astronomico et geometrico liber (1545) af hollænderen R.G.Frisius. Girolamo Cardano er den første, der foreslår lysåbningen i et camera obscura udstyret med en bikonveks linse – i De subtilitate libri (1550). Betegnelsen "camera obscura" blev første gang anvendt af den tyske astronom Johannes Kepler i 1604. I 1658 beskriver Thomas Browne brugen af camera obscura kombineret med optiske linser i skriftet The Garden of Cyrus. I 1685 beskriver Johann Zahn i Oculus Artificialis Teledioptricus Sive Telescopium camera obscura med mange diagrammer og illustrationer.
Apparatets muligheder som hjælpemiddel for kunstnere til at opnå en mere naturtro gengivelser af omgivelser, syntes at have været kendt siden i hvert fald det 15. århundrede, hvor Leonardo da Vinci (1452–1519) beskrev dette i Codex Atlanticus. Specielt med hensyn til forbløffende præcision og detaljerigdom med hvilke malerier blev udført af hollandske mestre i det 17. århundrede har der været spekuleret en del over om og i hvor høj grad de anvendte camera obscura som hjælpemiddel. Emnet er stadig uafklaret og berørt af en anseelig del kontrovers.
Tidlige camera obscura apparater var store, enten som hele rum eller indelukke i et telt eller lignende. Siden blev det muligt at konstruere dem i mindre og mere portabel skala. Dette tog dog først fart fra det 18. århundrede efter eksperimenter udført af Robert Boyle og Robert Hooke. De fik derefter en langt større udbredelse, og anvendelse af såvel amatørmalere som mere professionelt anerkendte kunstmalere, heriblandt Paul Sandby, Canaletto og Joshua Reynolds.
De portable camera obscura lagde i det følgende århundrede grundlag og blev videreudviklet af videnskabsmænd og opfindere som Nicéphore Niépce, Louis Daguerre og William Fox Talbot til egentlige fotografiapparater.